# Lauf (Hohenfels)
Lauf ist ein Gemeindeteil des Marktes Hohenfels in Landkreis Neumarkt in der Oberpfalz in Bayern.

## Geographische Lage
Lauf liegt im oberpfälzischen Jura der Südlichen Frankenalb links im Tal des Forellenbaches auf ca. 370 m ü. NHN unmittelbar am südlichen Rand des Truppenübungsplatzes Hohenfels. Man erreicht den Weiler über einen Anliegerweg, die von der im Tal des Forellenbaches verlaufenden Staatsstraße 2234 abgeht.

## Geschichte
In einer Treueverpflichtung der Hohenfelser gegenüber dem Hochstift Regensburg vom 13. Dezember 1299 ist Lauf, historisch auch „Lauff/Lawff“ genannt, als Mühle erstmals erwähnt. Um 1312 im Besitz des Klosters Pielenhofen, unterstand Lauf, wie 1366 urkundlich erwähnt wird, der nunmehr nicht mehr in Abhängigkeit zum Bischof von Regensburg stehenden Herrschaft Hohenfels der Hohenfelser, die zu Beginn des 14. Jahrhunderts in den Dienst der bayerischen Herzöge getreten waren und 1375 ihre Feste an Pfalzgraf Ruprecht veräußerten. 1459 hatte Pfalzgraf Johann das Hammerwerk Lauf als Lehengut. 1523/24 hieß der Hammermeister Wolf(gang) Sauerzapf d. Ä. Im Dreißigjährigen Krieg war der Hammer wohl wegen Zerstörung nicht in Betrieb. Gegen Ende des Alten Reiches, um 1800, bestand Lauf aus zwei Anwesen, nämlich dem Eisenhammer der Freiherren von Geyer zu Lauf und einem Hirtenhäusl.
Im Königreich Bayern wurde um 1810 der Steuerdistrikt Markstetten gebildet und 1814 zum Landgericht Parsberg (später Landkreis Parsberg) gegeben. Zu diesem gehörten die drei Dörfer Markstetten, Affenricht und Haasla, der Weiler Kleinmittersdorf sowie die Einöden Fuchsmühle, Ammelacker, Ammelhof, Höfla, Friesmühle, Baumühle, Blechmühle, Lauf, Schönheim und Unterwahrberg.
Mit dem zweiten bayerischen Gemeindeedikt von 1818 entstanden daraus die Ruralgemeinden Markstetten und Haasla; die Gemeinde Haasla bestand aus den Orten Haasla, Höfla, Blechmühle und Lauf. 1830 wurden beide Gemeinden zur Gemeinde Markstetten vereinigt, der wiederum Lauf als Weiler mit Kirche angehörte. Diese Gemeinde wurde zum 1. Mai 1978 nach Hohenfels eingemeindet.
Gebäude- und Einwohnerzahl:
- 1830: 30 Einwohner, 5 Häuser[10]
- 1838: 37 „Seelen“, 5 Häuser, Hammergut, Kapelle[11]
- 1861: 57 Einwohner, 11 Gebäude, 1 Kirche, Schloss[12]
- 1871: 48 Einwohner, 10 Gebäude; Großviehbestand 1873: 2 Pferde, 20 Stück Rindvieh[13]
- 1900: 33 Einwohner, 7 Wohngebäude[14]
- 1925: 25 Einwohner, 6 Wohngebäude[15]
- 1950: 37 Einwohner, 5 Wohngebäude[16]
- 1987: 18 Einwohner, 6 Wohngebäude, 7 Wohnungen[1]

Heute sind 12 Hausnummern vergeben.

## Kirchliche Verhältnisse
Lauf gehörte zur katholischen Pfarrei Hohenfels im Bistum Regensburg. Die Kinder gingen im 19./20. Jahrhundert dorthin 6 km weit zur katholischen Schule.

## Baudenkmäler
- Maria-Hilf-Kapelle, Anfang 18. Jahrhundert
- Haus Nr. 1, 2, ehemaliges Schloss, Wohnhaus aus dem 17./18. Jahrhundert sowie das Wirtschaftsgebäude mit Putzbänderung[19]